# 沙米
50°56′22″N 31°4′29″E / 50.93944°N 31.07472°E
沙米（烏克蘭語：Шами），是烏克蘭北部的村莊，隸屬切爾尼希夫州的切爾尼希夫區。該村始建於1690年，面積0.37平方公里，海拔高度113米，2001年人口80，人口密度每平方公里214.5人。